# Трояны (Диканьский район)
Трояны (укр. Трояни) — село,
Диканьский поселковый совет,
Диканьский район,
Полтавская область,
Украина.
Код КОАТУУ — 5321055103. Население по переписи 2001 года составляло 21 человек.

## Географическое положение
Село Трояны находится на правом берегу реки Средняя Говтва,
выше по течению на реке большое Трояновское водохранилище,
ниже по течению примыкает село Василевка.

## Экономика
- ФХ «Трояны».